# De orthographia Bohemica
De orthographia bohemica è un’opera in lingua latina pubblicata tra il 1406 e il 1412. È attribuita a Jan Hus, rettore e riformatore dell'Università Carolina. Il libro ha codificato la grafia dell’attuale lingua ceca e ha avuto un impatto significativo sull'ortografia di numerose altre lingue europee.
Orthographia bohemica è stato il primo testo nel quale sono state suggerite riforme ortografiche in una lingua slava. Ha introdotto, oltre ad altre riforme, i segni diacritici usati nelle lingue baltiche come il lituano e il lettone, in altre lingue slave come il croato, lo sloveno, lo slovacco e in parte il polacco, e in altre varie lingue europee.  

## Provenienza
L'alfabetizzazione nelle lingue nazionali era uno dei principali obiettivi della Riforma ceca, perseguito sia dai primi Hussiti, sia soprattutto dall'Unione dei Fratelli Boemi, guidata da Comenio. Nonostante l’identità dell’autore e la data precisa di creazione non siano ancora certe, l'opinione più diffusa è che l’autore sia Jan Hus e che l’anno di creazione sia collocabile tra il 1406 e il 1412.

## Contenuto
L'obiettivo primario di Orthographia bohemica era semplificare e unificare l’ortografia ceca, in modo tale da promuovere l’alfabetizzazione, rendendo la lingua “più semplice e chiara” sia da leggere sia da scrivere. Invece che rappresentare i suoni usando digrammi e trigrammi, l’opera proponeva “l’ortografia diacritica”, dove ogni lettera rappresenta soltanto un suono, e i suoni diversi ma correlati (come quelli rappresentati da r e ř) sono distinti da segni diacritici. In breve, le riforme ortografiche dell'Orthographia bohemica possono essere riassunte come segue: 
- Le lettere base dell’alfabeto latino (come anche il digramma latino ch) dovevano essere usate in ceco con valori fonetici secondo le convenzioni della pronuncia latina in Boemia nel Medioevo. L’unica differenza era che la lettera c doveva essere usata per rappresentare sempre il suono /ts/ e mai per /k/. D rappresentava /d/ come in latino, e la lettera g prima di e ed i rappresentava il suono /j/; negli altri casi g rappresentava /g/.

- Le consonanti ceche che non esistevano in latino erano rappresentate da una lettera latina corredata da un punto diacritico. In particolare, siccome il ceco possedeva consonanti palatizzate e la l dura, il punto indicava la palatalizzazione sopra n, d, t, c e z, e la durezza per l.

- Le vocali lunghe (che il latino possedeva ma non indicava) erano indicate con il čárka (un accento acuto) sopra a, e, i e y.

Per illustrare la semplice e rivoluzionaria natura del sistema ortografico, si possono prendere ad esempio i vari modi di rappresentare ř, confrontati con quello che si può vedere nella grammatica di Jan Gebauer.  Nei manoscritti scritti prima di Hus, tutte le seguenti rappresentazioni erano in uso: rz, rrz, rs, rzs, rzss, zr, sr, rzs e rzz. Le vocali lunghe erano scritte o senza indicazioni sulla lunghezza, o scritte doppie (a volte con la seconda lettera scritta in apice), o con uno qualsiasi di tanti segni diacritici non standardizzati. Non sempre inoltre uno scrivano usava coerentemente le stesse convenzioni: queste spesso variavano anche in uno stesso manoscritto. 

## Significato e impatto

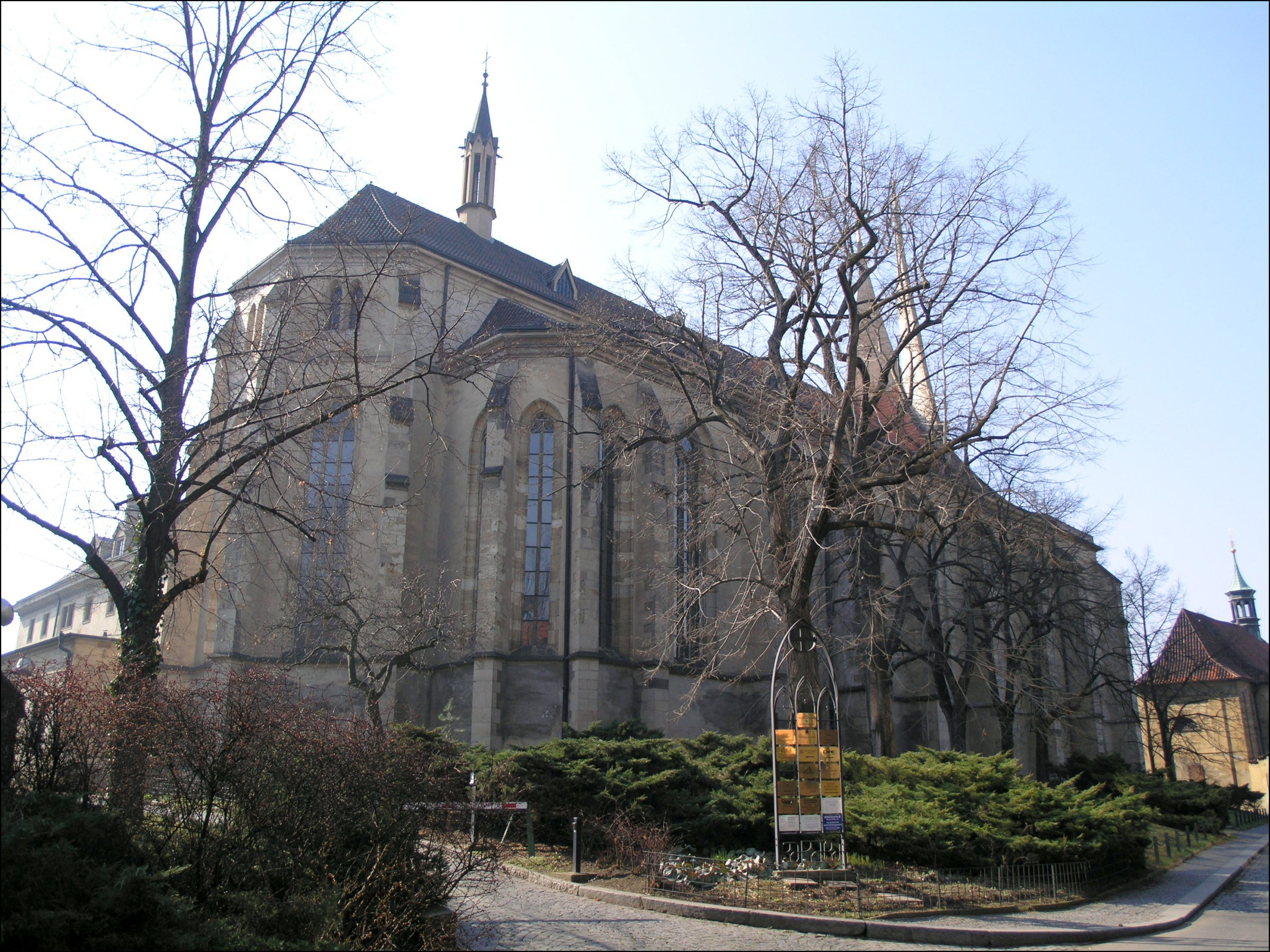
Il monastero di Emmaus a Praga fu l'ultimo monastero del regno in cui si usava ancora lo storico slavo glagolitico.

Orthographia bohemica è il primo documento conosciuto che proponga simili riforme ortografiche per una lingua slava. Non è ancora del tutto chiaro da dove Jan Hus abbia preso l’ispirazione per scrivere quest’opera. Considerando lo studio delle lettere di San Gerolamo condotto da studiosi danesi di ebraico che lavorano all'epoca alla Sorbona, a quel tempo c’era una vasta conoscenza di pratiche ortografiche (in particolare delle vocali lunghe). Secondo uno studio di František Václav Mareš, uno stimolo per questo progetto fu la conoscenza dell’autore del glagolitico, usato dai monaci croati nel monastero di Emmaus a Praga.  
Il valore del documento risiede nel successo ampio e durevole del sistema logico di segni diacritici che proponeva.  Il suo impatto è evidente nel Náměšťská mluvnice ("grammatica di Náměšť"), il primo libro di grammatica della lingua ceca, pubblicato nel 1533, ma l’adozione delle nuove regole fu relativamente lenta e lungi dall’essere uniforme. Nel corso del XVI secolo, alcuni stampatori e tipografi ignorarono la prescrizione dell’Orthographia Bohemica e continuarono ad usare alcuni digrammi (per esempio ss per /ʃ/ invece di š), anche se il loro uso diventò notevolmente più uniforme. Inoltre, gli scrivani adottarono le nuove regole molto più lentamente rispetto ai tipografi.

## Scoperta e pubblicazione

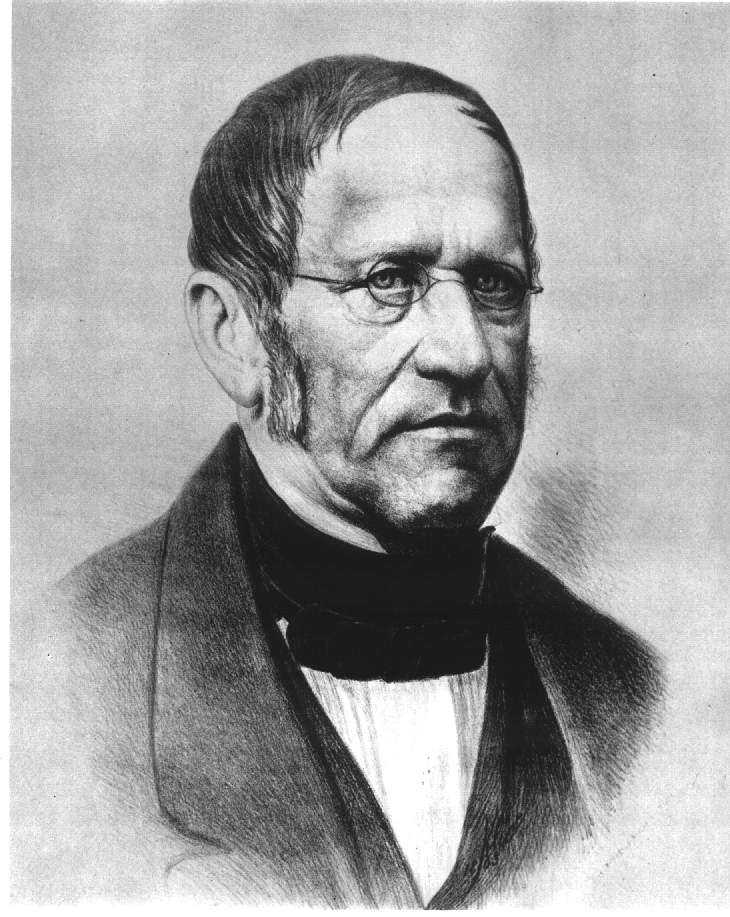
František Palacký, colui che trovò il manoscritto originale

Il manoscritto contenente l'Orthographia Bohemica fu scoperto da František Palacký il 13 agosto 1826, a Třeboň nella Boemia meridionale. La scoperta venne annunciata l’anno seguente, con il primo numero della nuova rivista Časopis společnosti vlastenského Museum v Čechách (Giornale della società del museo nazionale della Boemia), ma la pubblicazione dell'opera dovette aspettare altri trent’anni. Il testo latino con traduzione apparve nel 1857 nella Slavische Bibliothek a Vienna grazie a Aloys Vojtěch Šember, il quale all'epoca era professore di lingua e letteratura ceca all'università. Un anno dopo a Praga, il quinto volume di Mistra Jana Husi sebrané spisy (“Scritti scelti del maestro Jan Hus”) apparve con traduzione ceca e una breve introduzione di Václav Flajšhans; questa è anche la più recente traduzione ceca del manoscritto. Il testo latino fu pubblicato altre due volte: la prima nell’inalterata edizione Šember di Slavische Bibliothek (Amsterdam, 1965) e la seconda con commento e traduzione tedesca di Johann Schröpfer a Wiesbaden, in Germania, nel 1968. 
Il testo latino di Šember venne probabilmente desunto direttamente dalla copia del manoscritto di Palacký; Schröpfer presentò invece una nuova edizione rivista (seppur non perfetta) del manoscritto. Manca ancora un confronto critico tra il manoscritto di Třeboň e i nuovi frammenti scoperti. 

## Manoscritti preservati

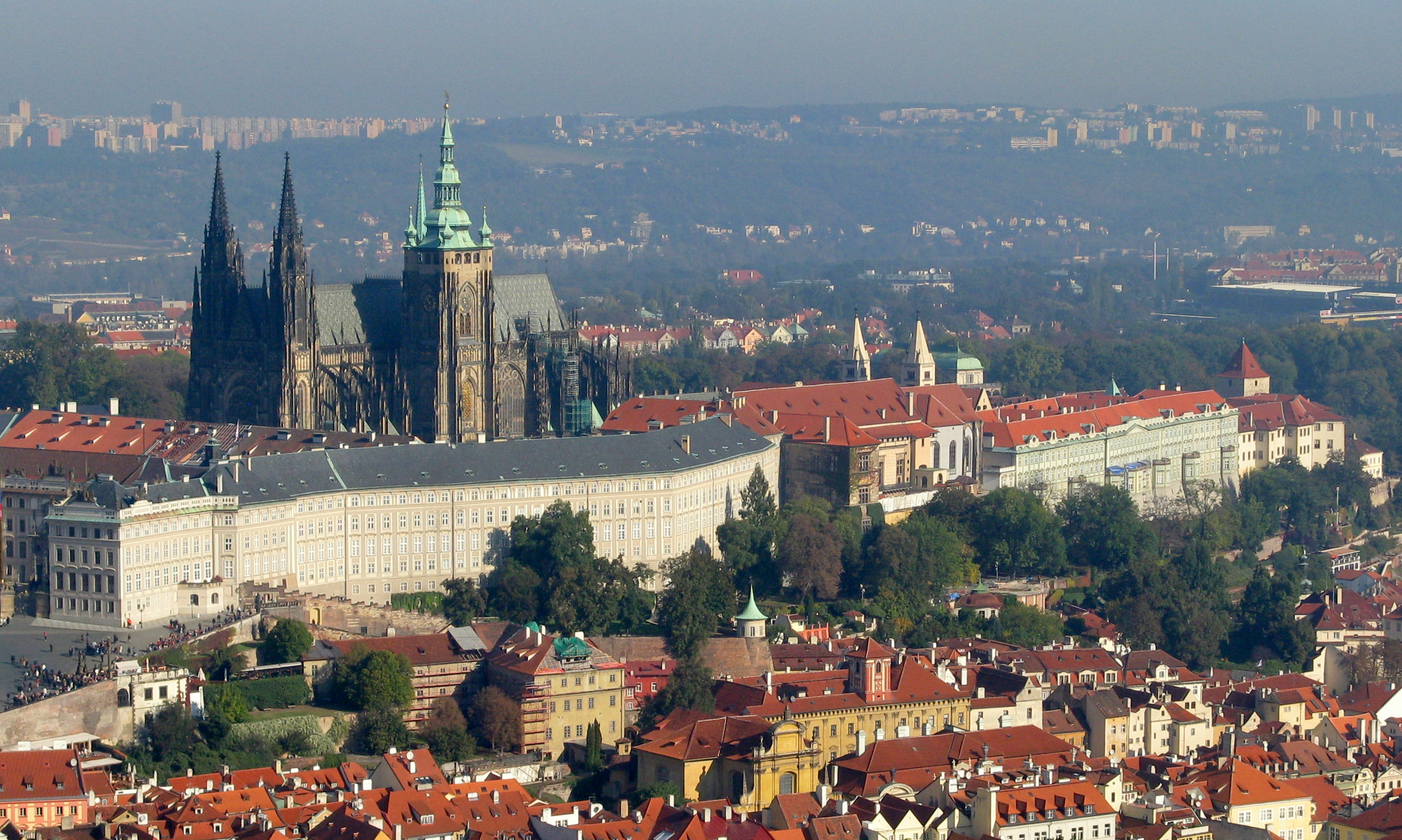
Il castello di Praga, dove sono conservati i frammenti rimasti.

Un manoscritto di Orthographia Bohemica di mano di Jan Hus non è ancora stato trovato; l’unica copia completa del manoscritto che si può studiare è stata scritta dal monaco Oldřich Kříž di Třeboň (questa è la copia trovata da Palacký). La sua età non può essere determinata in modo preciso, in quanto la copia non è datata. La fine del manoscritto contiene l’iscrizione In die Leonardi (il 6 gennaio), ma questa potrebbe essere o la data del completamento dell’opera originale o della copia di Oldřich Kříž. Nello stesso volume dell’Orthographia Bohemica ci sono altre opere: tre portano la data del 1459 e una del 1457. Tuttavia, le opere non sono ordinate in modo cronologico all'interno del manoscritto, e quindi sono solo una guida approssimativa per datare il manoscritto.  
Oltre al manoscritto di Kříž ci sono vari frammenti depositati negli archivi del castello di Praga. Lo studio comparativo di Anežka Vidmanová con il manoscritto di Oldřich Kříž mostra che il manoscritto di Třeboň è inaffidabile in molti punti.

### Grammatica storica
- Jan Gebauer, Historická mluvnice jazyka českého, Díl I, Hláskosloví, ČSAV, Praha, 1963.
- Lamprechtt, Vývoj fonologického systému českého jazyka, Univerzita J. E. Purkyně, Brno, 1966.

### Ortografia Boema
- (CS)  F. M. Bartoš, K Husovu spisku o českém pravopise, in Jihočeský sborník historický, Tábor, 1949, pp. 33-38.
- (CS)  Jan Hus, Orthographia Bohemica, a cura di Aloys Vojtěch Šember, Vienna, 1857
- (CS)  Jan Hus, Pravopis český, in Mistra Jana Husi Sebrané spisy. Svazek V. Spisy české, díl II. Přel. Milan Svoboda, úvody a vysvětlivkami opatřil prof. dr. Václav Flajšhans, Praha, 1858, pp. 105-113.
- (CS)  František Václav Mareš, Emauzské prameny českého diakritického pravopisu, in Z tradic slovanské kultury v Čechách, Praha, 1975, pp. 169-172.
- (LT, CS, EN)  Orthographia Bohemica, a cura di Kateřina Voleková, Praha, Akropolis, 2019. ISBN 978-80-7470-234-1
- (CS)  František Palacký, Literní zprávy, in Časopis společnosti vlastenského Museum v Čechách, První roční běh. Svazek první. České Muzeum, Praha, 1827, pp. 132-140.
- (DE)  Johann Schröpfer, Hussens traktat "Orthographia Bohemica" - Die Herkunft des diakritischen Systems in der Schreibung slavischer Sprachen und die Älteste zusammenhängende Beschreibung slavischer Laute, Wiesbaden, 1968.
- (CS)  Anežka Vidmanová, Ke spisku Orthographia Bohemica, in Listy filologické, 1982, pp. 75-89.